# Montégut (Alti Pirenei)
Montégut è un comune francese di 127 abitanti situato nel dipartimento degli Alti Pirenei nella regione dell'Occitania.

## Società

### Evoluzione demografica
Abitanti censiti